# Îles Saint-Paul et Amsterdam
Les îles Saint-Paul et Amsterdam,, anciennement îles Saint-Paul et Nouvelle-Amsterdam, sont des îles subantarctiques. Elles forment un district des Terres australes et antarctiques françaises composé des îles Saint-Paul et Amsterdam distantes l'une de l'autre de 91 km. Ce district est situé dans le Sud de l'océan Indien à l'extrémité sud-ouest de la plaque australienne, à environ 1 325 km au nord-nord-est des îles Kerguelen. La population est d'environ vingt-cinq personnes en hiver et cinquante personnes en été. Elles sont régulièrement considérées comme les îles les plus isolées au monde, ce qui en fait un site d'étude privilégié, notamment pour l'atmosphère, dont l'observatoire, "Pointe Bénédicte", est mondialement connu.

## Géographie
Les deux îles sont de tailles très différentes, en effet l’île Amsterdam a une superficie de 58 km2 contre 8 km2 seulement pour l’île Saint-Paul.
Toutes deux sont des volcans actuellement inactifs, partie émergée d’un étroit plateau continental entouré de fonds de plus de 3 000 mètres. L’île Amsterdam forme une ellipse dont la partie occidentale s’est effondrée pour laisser place à d'imposantes falaises de 400 à 700 mètres de haut. L’île Saint-Paul est caractérisée par un grand cratère central où la mer a pénétré. Le cratère s'est ouvert sur la mer lors de la dernière éruption en 1792.
Le climat est de type océanique tempéré mais très venteux, ce qui correspond à la limite nord des quarantièmes rugissants. À partir de l'altitude du plateau des tourbières, le climat est plutôt de type subantarctique avec des températures plus basses et des vents pouvant fréquemment être extrêmement violents. Situées au-dessus de la zone dite de convergence antarctique, séparation des eaux chaudes de l'océan Indien et froides de l'océan Austral, les îles ne connaissent généralement pas de neige ou de gelée, sauf en altitude le cas échéant.
Aucune population résidente ne vit sur ces îles mais une base scientifique permanente, la base Martin-de-Viviès, est installée sur Amsterdam et accueille sans discontinuer depuis 1949 des missions successives qui comptent entre 23 et 35 personnes selon la saison. Il n’y a en revanche pas de présence humaine permanente sur l’île Saint-Paul, qui n’est visitée que lors de brèves expéditions scientifiques ou écologiques. L'île est de fait une réserve intégrale de biodiversité.
Les deux îles sont protégées au sein de la réserve naturelle nationale des Terres australes françaises. Cette protection couvre tant leurs espaces terrestres que leurs eaux territoriales respectives.

Carte topographique détaillée du district.
Zoom sur les deux îles.

### Climat
Martin-de-Viviès a un climat de type Cfb (océanique) avec comme record de chaleur 26,4 °C le 30 janvier 2005 et comme record de froid 2 °C le 3 juillet 1975. La température moyenne annuelle est de 14,1 °C.
| Mois                              | jan. | fév. | mars | avril | mai   | juin  | jui.  | août | sep. | oct. | nov. | déc. | année   |
| --------------------------------- | ---- | ---- | ---- | ----- | ----- | ----- | ----- | ---- | ---- | ---- | ---- | ---- | ------- |
| Température minimale moyenne (°C) | 14,5 | 14,9 | 14,4 | 13,3  | 11,8  | 10,5  | 9,7   | 9,5  | 9,8  | 10,2 | 11,4 | 13,2 | 11,9    |
| Température moyenne (°C)          | 17,1 | 17,5 | 16,8 | 15,5  | 13,7  | 12,4  | 11,7  | 11,5 | 11,9 | 12,5 | 13,8 | 15,7 | 14,1    |
| Température maximale moyenne (°C) | 19,7 | 20,1 | 19,2 | 17,6  | 15,7  | 14,3  | 13,5  | 13,5 | 14   | 14,7 | 16,1 | 18,2 | 16,3    |
| Record de froid (°C)              | 9,4  | 8,8  | 7,8  | 6,4   | 3,8   | 3,7   | 2     | 2,8  | 4    | 4,4  | 4,9  | 7,8  | 2       |
| Record de chaleur (°C)            | 26,4 | 26   | 25   | 24    | 21    | 19    | 19    | 20   | 19   | 19   | 21,3 | 26   | 26,4    |
| Précipitations (mm)               | 76,5 | 66,4 | 98,7 | 102,3 | 123,9 | 118,6 | 101,1 | 87,1 | 87,8 | 88,7 | 82,2 | 78,2 | 1 110,2 |

### Environnement
Les eaux environnantes sont riches en poissons et en langoustes d'eaux froides (Jasus paulensis (en)). L’administrateur supérieur des TAAF fixe chaque année par décret un quota très précis avec zones de pêche, techniques, types et quantités de prise pour les eaux territoriales et la zone économique exclusive. En 2005, deux armements réunionnais avaient le droit de pêcher, en alternance et avec un seul navire, dans les eaux des deux îles.
La végétation naturelle des îles est de type herbeux, plus ou moins dense, le Fonds mondial pour la nature définit cette écorégion terrestre comme les « prairies tempérées des îles Saint-Paul et Amsterdam ». Toutefois, en altitude comme à d'autres endroits de l'île, la végétation est rase et ne correspond pas à cette description estivale approximative qui laisse présager, à tort, d'une météo toujours chaleureuse et douce.
L’île Amsterdam est la seule île des TAAF où se trouve une espèce d’arbustes, Phylica arborea, plus présent sur le versant est de l’île, qui fait l'objet d'un programme d'étude.
La faune habituelle des îles subantarctiques de l’océan Indien est présente sur les îles. Une des populations les plus importantes au monde d'otaries à fourrures subantarctiques (Arctocephalus tropicalis) fréquente les côtes des deux îles et s’y reproduit. De nombreux oiseaux marins viennent également nicher à terre, dont en particulier sur Amsterdam, une espèce endémique : l'Albatros d'Amsterdam (Diomedea amsterdamensis). Les falaises d'Entrecasteaux abritent aussi la plus grande population mondiale d'albatros à becs jaunes de l'océan indien (Thalassarche carteri). Des colonies de manchots, les gorfous sauteurs (Eudyptes chrysocome), y vivent également. Leur nombre a drastiquement diminué ces dernières décennies. Des éléphants de mer australs y sont souvent présents, et des orques sont également très fréquemment observés aux abords des îles, particulièrement l'été. Des léopards des mers, habitués aux latitudes plus proches du continent antarctique, s'aventurent aussi parfois dans ces zones.
Sur les deux îles, des introductions volontaires ou accidentelles d’espèces exogènes (souris, rats, lapins, chats, bovins) ont fortement perturbé la faune et la flore locales :

### Île Amsterdam
Sur Amsterdam vivait jusqu’en 2010 un troupeau d’environ 600 vaches sauvages, descendant d’un élevage tenté au XIXe siècle et ayant pratiquement fait disparaître l'unique espèce d'arbre, Phylica arborea. « D'autre part, le sol de la zone pâturée est fortement dégradé, laissant la roche affleurer par endroits ». À partir de 1987 (quand vivaient 2 000 animaux), une régulation du cheptel fut instaurée (par abattages réguliers), et les bovins cantonnés sur un peu plus de 20 % de l’île par une barrière de barbelés, maintenant un statu quo. La zone réservée au bétail représentait 12 km2 sur les 58 km2 de l’île. Grâce à cette barrière, le déclin de la population de Phylica arborea a été stoppé, et les zones qu’ils recouvrent sont en augmentation, bien qu’elles ne représentent toujours qu’un très faible pourcentage du peuplement originel.
En 2010 fut décidé l’abattage progressif du troupeau et le démontage de la barrière devenue inutile. L’année suivante, il ne restait plus qu’une vache ayant temporairement échappé à son sort avant d’être repérée par le personnel de la base. Aujourd’hui, l’île est débarrassée de ses bovins.
« D’autres mammifères terrestres ont été introduits :
- les souris qui semblent adopter un régime alimentaire exclusivement végétarien.
- les rats qui consomment des œufs et des jeunes poussins en été mais deviennent végétariens en hiver.
- les chats qui se nourrissent principalement aux dépens des oiseaux, des souris et des rats[8] ».

« Apporté sur l’île en 1977, le bec-rose (Estrilda astrild), passereau de l’île de La Réunion, est le seul oiseau introduit de l’île ». L’oiseau ne semble pas être invasif, et sa population reste raisonnable.

### Île Saint-Paul
À Saint-Paul, une population de rats, estimée entre 50 000 et 100 000 individus à la fin des années 1990, avait considérablement réduit la population d’oiseaux marins en s’attaquant à leurs nids. L’île a été entièrement dératisée en 1999, la population d’oiseaux maritimes se reconstitue progressivement.

## Histoire
L’histoire des îles Saint-Paul et Amsterdam est liée par leur proximité. 
L’île Amsterdam est mentionnée dans le journal de l’expédition de Magellan. Elle est aperçue le 18 mars 1522 par le deuxième chef de l’expédition, le Basque de Getaria (Guipuscoa) Juan Sebastián Elcano, lors de son voyage de retour en Espagne depuis les îles Philippines.
L’île Saint-Paul a été découverte en 1559 par les Portugais. L’île a été cartographiée, décrite en détail et peinte par des membres de l’équipage de la nau São Paulo, parmi lesquels le Père Manuel Álvares et le chimiste Henrique Dias. Álvares et Dias ont correctement calculé la latitude comme 38 ° Sud. Le navire était commandé par Rui Melo da Câmara et faisait partie de l’Armada portugaise de l’Inde commandée par Jorge de Sousa. En 1599, le géographe Evert Gysberths indique sur un portulan une île par 38°S avec la mention « T.q. descrobio o nao S. Paulo » (terre qu’a découverte le navire Saint Paul).
Les deux îles sont observées à plusieurs reprises, et quelquefois confondues, par des navigateurs au début du XVIIe siècle. Elles se trouvent non loin de la route entre Le Cap et les îles de la Sonde donc sur l’ancienne route maritime reliant l’Europe aux Indes orientales néerlandaises. Les navires de la Compagnie néerlandaise des Indes orientales devaient les reconnaître avant d’obliquer vers le nord-est en direction du détroit de la Sonde et de Batavia. Le gouverneur hollandais van Diemen donne à l’île Amsterdam le nom de son navire, Nieuw Amsterdam, en 1633. Mais c’est un autre Hollandais, le navigateur Willem de Vlamingh, à la recherche d’un navire perdu qui fut en 1696 le premier à y débarquer (ainsi qu’a priori sur l’île Saint-Paul).
Un siècle plus tard, un navigateur hollandais, Harwick Claesz de Hillegom, aperçoit l’île dont il estime la latitude à 38°50'S. Pensant être le premier à la découvrir, il lui donne alors le nom de son navire, Zeewolf. 
L’amiral d’Entrecasteaux en route pour le Pacifique à la recherche de La Pérouse à bord de La Recherche et de L’Espérance s’arrête à Amsterdam en 1792. Un premier relevé de la côte orientale est alors effectué.
En 1793 un navire anglais commandé par Lord Macartney en route pour la Chine débarque sur l’île Saint-Paul. Il y trouve un marin brestois abandonné par un navire américain. Il dresse une carte de l’île mais la confond avec l’île Amsterdam.
Puis les deux îles ne sont plus fréquentées que par des pêcheurs de la Réunion, des chasseurs d’otaries ou de baleines américains ou anglais et des naufragés. En décembre 1837, Amsterdam et Saint-Paul reçoivent la visite de la corvette française Héroïne commandée par Jean-Baptiste Cécille.
Les deux îles sont redécouvertes par le Polonais Adam Mierosławski (pl), capitaine du Cygne de Granville, en 1842. Le capitaine Mierosławski a passé son diplôme de capitaine au long cours sous le nom de son frère Ludwik Mierosławski en utilisant le passeport français de ce dernier. En 1843, il présente au gouverneur de l'île Bourbon (actuelle Réunion), le contre-amiral Charles Bazoche, sa découverte et il propose la prise de possession de ces îles désertes. En l'absence de navire de guerre en rade, Bazoche fait appel au trois-mâts de commerce L'Olympe, commandé par Martin Dupeyrat. Le capitaine Dupeyrat et son bateau vont ramener Adam Mierosławski sur ces îles. Ce dernier est mandaté par le gouverneur de l'île Bourbon, par l'arrêté du 8 juin 1843, pour assumer le commandement de ces îles aussitôt la prise de possession au nom de la France, ce qui est fait le 1er juillet 1843. Un détachement d'infanterie de marine et quelques pêcheurs sont laissés sur l'île (ou sur l'île Saint-Paul).
Entretemps, le Royaume-Uni conteste cette prise de possession. En décembre 1843, un rapport négatif est publié par le capitaine Guérin sur les ressources et les possibilités de vie sur l'île. Pour éviter tout problème diplomatique et vu la pauvreté annoncée des deux îles, la France envoie une dépêche à l'amiral Bazoche demandant le rappel de la garnison. Le gouvernement français fait savoir qu'il ne ratifie pas le récent acte de prise de possession. Malgré les ordres, Mierosławski se maintient sur l'île Saint-Paul (et menace même de hisser le drapeau polonais). Il commence alors à négocier avec Bazoche, un ami nommé Adolphe Camin, et d'autres interlocuteurs de la Réunion avec qui il fonde une société par actions en 1845 pour l'exploitation des deux îles et la création d'établissements sur place. L'île Saint-Paul, où est alors installée une pêcherie, compte pendant la période qui suit jusqu'à 40 habitants, mais privée de son fondateur et désertée peu à peu par les pêcheurs, l'entreprise s'interrompt en 1853.
Entre 1850 et 1930, des tentatives d'implantation de pêcheries et de conserveries ont eu lieu, essentiellement pour l'exploitation des langoustes, très abondantes sur ces côtes. Mais elles se sont soldées par des échecs.
En janvier 1871, le Réunionnais Heurtin et sa famille débarquent à l'île Amsterdam et tentent un élevage de bovins et la culture de la terre. C'est un échec. Ils retournent à la Réunion six mois plus tard mais abandonnent les bovins qui vont s'acclimater à l'île et retourner à l'état sauvage. 
En septembre 1874, une mission astronomique française à bord du navire Le Fernand fréquente les deux îles. Elle débarque sur l'île Saint-Paul pour observer le Transit de Vénus devant le soleil. La fin de la mission a lieu en janvier 1875. Lors de cette mission, le géologue Charles Vélain débarque à Amsterdam et publie en 1878 les premières données géologiques des deux îles.
En décembre 1874, l'Amirauté anglaise publie la première carte de l'île Amsterdam.
En octobre 1892, l'aviso à hélice français La Bourdonnais reprend possession de l'île Amsterdam pour la France. Pour l'anecdote, ne pouvant aborder l'île à cause d'une mer houleuse, c'est le second capitaine qui se jette à l'eau avec le drapeau français pour le hisser sur l'île. Le 24 janvier 1893, un second navire de guerre français, L'Eure, de retour de mission aux îles Kerguelen, confirme cette prise de possession.
En 1924, l'île Amsterdam et l'île Saint-Paul sont rattachées à la province de Tamatave à Madagascar, alors colonie française. Peu avant l'indépendance de Madagascar, en 1960, les deux îles en sont détachées et, de ce fait, restent françaises tout comme les îles Éparses.

## Administration

Drapeau des TAAF.

Logo des TAAF.

Les Îles Saint-Paul et Amsterdam font partie des Terres australes et antarctiques françaises (TAAF). Les TAAF sont placées sous l'autorité de l'administrateur supérieur qui exerce les fonctions de chef du territoire et jouit du rang de préfet.
Les Îles Saint-Paul et Amsterdam sont aussi un district des TAAF.
À ce sujet, un chef de district y est le représentant du préfet des TAAF, l’administrateur supérieur. Un des rôles des chefs de district dans les TAAF est de diriger les bases australes et antarctiques. Dans le cas des Îles Saint-Paul et Amsterdam, c’est plus particulièrement autour de la base Martin-de-Viviès située sur Amsterdam que le chef de district exerce son autorité.
De plus, les Îles Saint-Paul et Amsterdam, comme les autres territoires d’outre-mer, sont associées à l'Union européenne, en tant que pays et territoires d'outre-mer (PTOM).
Enfin, le budget du district est lié au budget général des TAAF qui représente actuellement 26 millions d’euros.